# فهرست شهرهای نبراسکا
فهرست پرجمعیت‌ترین شهرهای نبراسکا بر اساس اطلاعات جمعیتی سرشماری ۲۰۱۰

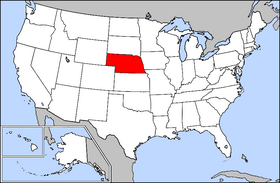
نقشه نبراسکا

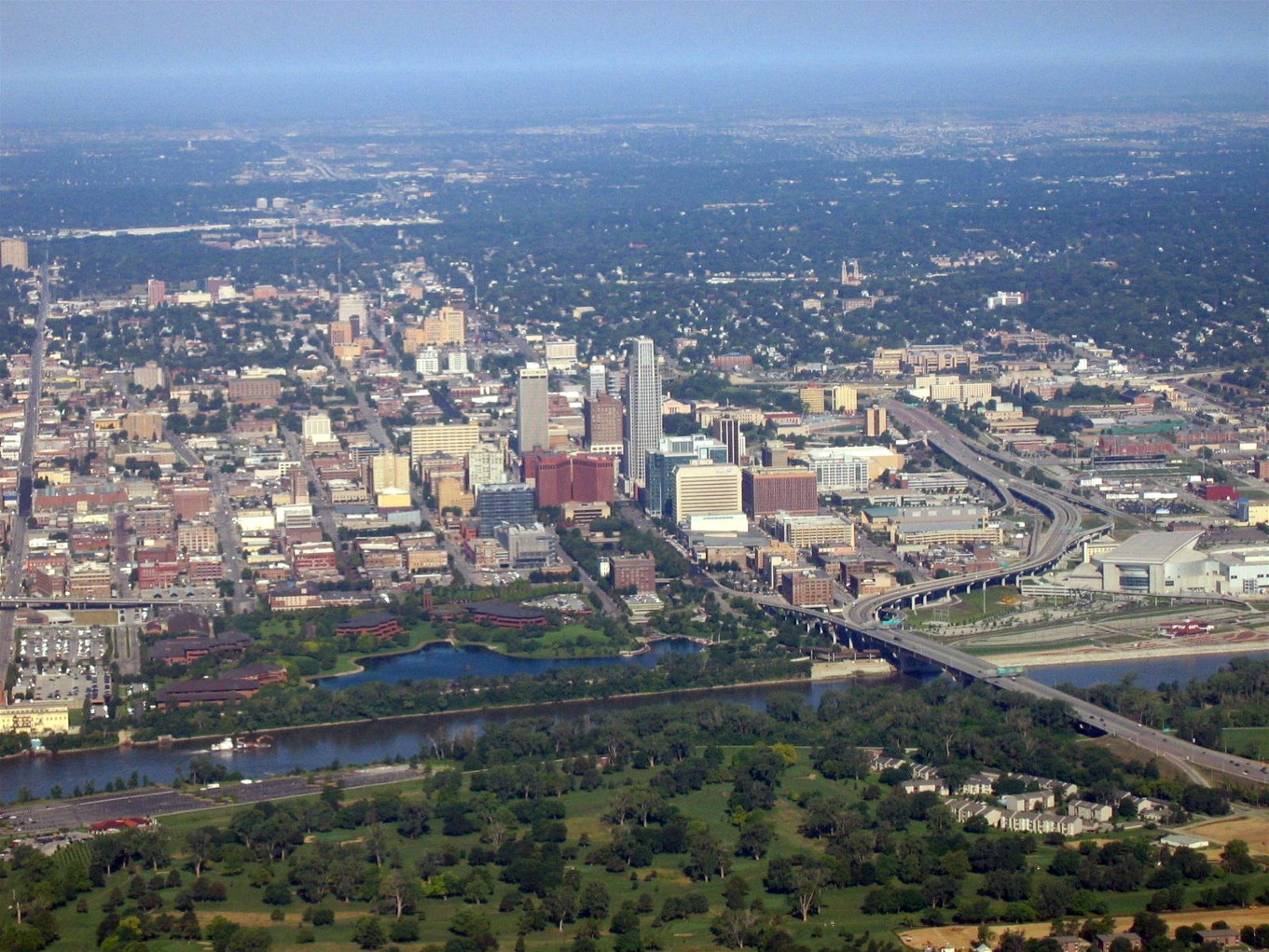
اوماها، بزرگترین شهر نبراسکا

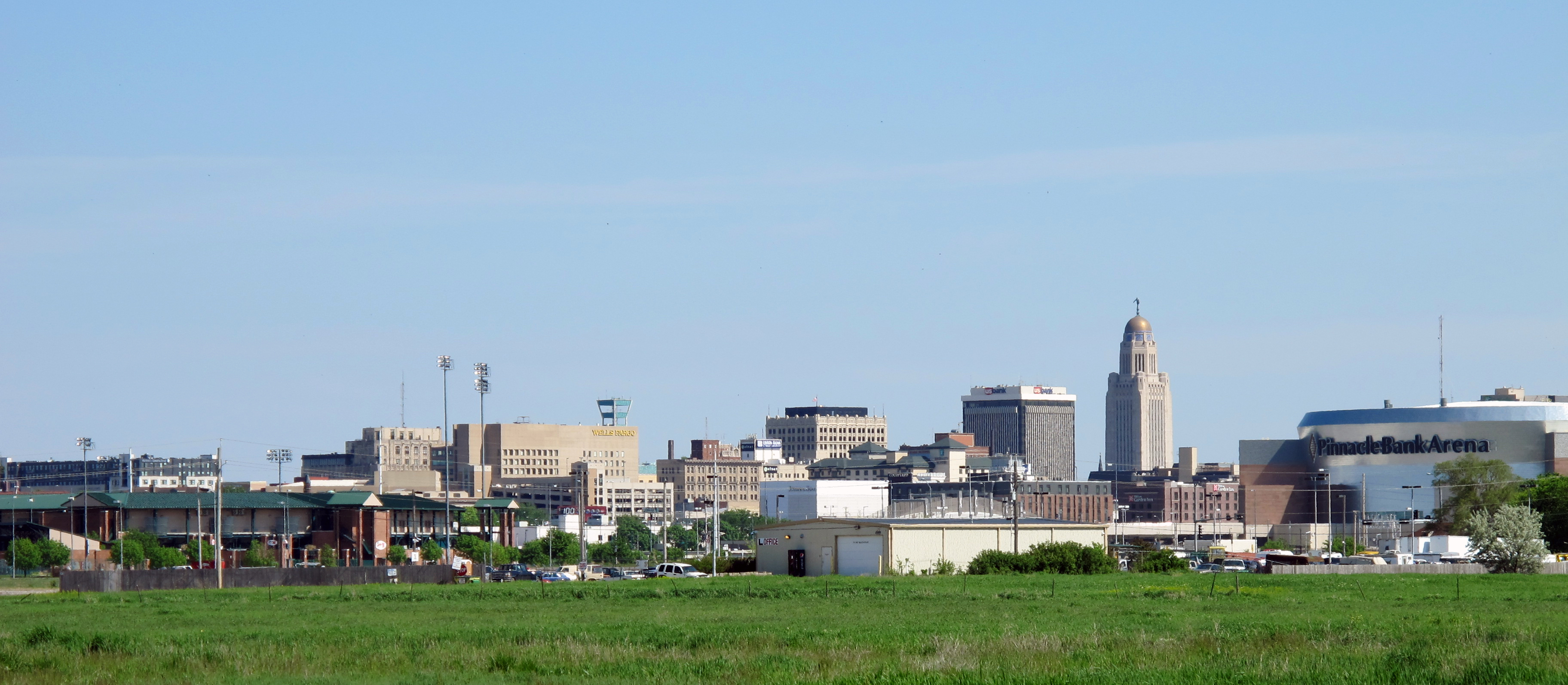
لینکلن، پایتخت نبراسکا

     مرکز شهرستان

     پایتخت ایالت و مرکز شهرستان

| نام                       | نوع    | جمعیت 2010 |
| ------------------------- | ------ | ---------- |
| ایبی، نبراسکا             | villa  | ۶۹         |
| ادمز، نبراسکا             | villa  | ۵۷۳        |
| اینسوورت، نبراسکا         | ciudad | ۱۷۲۸       |
| البیان، نبراسکا           | ciudad | ۱۶۵۰       |
| آلدا، نبراسکا             | villa  | ۶۴۲        |
| الکساندریا، نبراسکا       | villa  | ۱۷۷        |
| آلن، نبراسکا              | villa  | ۳۷۷        |
| الاینس، نبراسکا           | ciudad | ۸۴۹۱       |
| الما، نبراسکا             | ciudad | ۱۱۳۳       |
| الوو، نبراسکا             | villa  | ۱۳۲        |
| ایمز، نبراسکا             | CDP    | ۲۴         |
| امرست، نبراسکا            | villa  | ۲۴۸        |
| انووکا، نبراسکا           | villa  | ۶          |
| انسلمو، نبراسکا           | villa  | ۱۴۵        |
| انسلی، نبراسکا            | villa  | ۴۴۱        |
| آرپهوو، نبراسکا           | ciudad | ۱۰۲۶       |
| آرکیدیا، نبراسکا          | villa  | ۳۱۱        |
| آرچر، نبراسکا             | CDP    | ۸۱         |
| آرلینگتن، نبراسکا         | villa  | ۱۲۴۳       |
| آرنلد، نبراسکا            | villa  | ۵۹۷        |
| آرتور، نبراسکا            | villa  | ۱۱۷        |
| اشلند، نبراسکا            | ciudad | ۲۴۵۳       |
| اشتون، نبراسکا            | villa  | ۱۹۴        |
| آتن، نبراسکا              | CDP    | ۱۱۲        |
| اتکینسون، نبراسکا         | ciudad | ۱۲۴۵       |
| آتلانتا، نبراسکا          | villa  | ۱۳۱        |
| آبورن، نبراسکا            | ciudad | ۳۴۶۰       |
| آرورا، نبراسکا            | ciudad | ۴۴۷۹       |
| اووکا، نبراسکا            | villa  | ۲۴۲        |
| اکستل، نبراسکا            | villa  | ۷۲۶        |
| ایر، نبراسکا              | villa  | ۹۴         |
| بنکرفت، نبراسکا           | villa  | ۴۹۵        |
| بارادا، نبراسکا           | villa  | ۲۴         |
| بارنستون، نبراسکا         | villa  | ۱۱۶        |
| بارتلیت، نبراسکا          | villa  | ۱۱۷        |
| بارتلی، نبراسکا           | villa  | ۲۸۳        |
| باست، نبراسکا             | ciudad | ۶۱۹        |
| بتل کریک، نبراسکا         | ciudad | ۱۲۰۷       |
| بیرد، نبراسکا             | ciudad | ۱۲۰۹       |
| بازیل میلز، نبراسکا       | villa  | ۲۹         |
| بیتریس، نبراسکا           | ciudad | ۱۲۴۵۹      |
| بیور سیتی، نبراسکا        | ciudad | ۶۰۹        |
| بیور کرسینگ، نبراسکا      | villa  | ۴۰۳        |
| بی، نبراسکا               | villa  | ۱۹۱        |
| بیمر، نبراسکا             | villa  | ۶۷۸        |
| بلدن، نبراسکا             | villa  | ۱۱۵        |
| بلگرید، نبراسکا           | villa  | ۱۲۶        |
| بلویو، نبراسکا            | ciudad | ۵۰۱۳۷      |
| بلوود، نبراسکا            | villa  | ۴۳۵        |
| بلمار، نبراسکا            | CDP    | ۲۱۶        |
| بلویدیر، نبراسکا          | villa  | ۴۸         |
| بنیدیکت، نبراسکا          | villa  | ۲۳۴        |
| بنکلمان، نبراسکا          | ciudad | ۹۵۳        |
| بنیت، نبراسکا             | villa  | ۷۱۹        |
| بنینگتون، نبراسکا         | ciudad | ۱۴۵۸       |
| بریا، نبراسکا             | CDP    | ۴۱         |
| برترند، نبراسکا           | villa  | ۷۵۰        |
| بروین، نبراسکا            | villa  | ۸۳         |
| بیگ اسپرینگز، نبراسکا     | villa  | ۴۰۰        |
| بلادن، نبراسکا            | villa  | ۲۳۷        |
| بلیر، نبراسکا             | ciudad | ۷۹۹۰       |
| بلومفیلد، نبراسکا         | ciudad | ۱۰۲۸       |
| بلومینگتون، نبراسکا       | villa  | ۱۰۳        |
| بلو هیل، نبراسکا          | ciudad | ۹۳۶        |
| بلو اسپرینگز، نبراسکا     | ciudad | ۳۳۱        |
| باو ولی، نبراسکا          | CDP    | ۱۱۶        |
| بوی تاون، نبراسکا         | villa  | ۷۴۵        |
| برادشاو، نبراسکا          | villa  | ۲۷۳        |
| بریدی، نبراسکا            | villa  | ۴۲۸        |
| براینارد، نبراسکا         | villa  | ۳۳۰        |
| بروستر، نبراسکا           | villa  | ۱۷         |
| بریجپرت، نبراسکا          | ciudad | ۱۵۴۵       |
| بریستوو، نبراسکا          | villa  | ۶۵         |
| بروادواتر، نبراسکا        | villa  | ۱۲۸        |
| براک، نبراسکا             | villa  | ۱۱۲        |
| برووکن باو، نبراسکا       | ciudad | ۳۵۵۹       |
| براونلی، نبراسکا          | CDP    | ۱۵         |
| بروونویل، نبراسکا         | villa  | ۱۳۲        |
| برولی، نبراسکا            | villa  | ۳۲۶        |
| برونینگ، نبراسکا          | villa  | ۲۷۹        |
| برونوو، نبراسکا           | villa  | ۹۹         |
| برانزویک، نبراسکا         | villa  | ۱۳۸        |
| بورچارد، نبراسکا          | villa  | ۸۲         |
| بر، نبراسکا               | villa  | ۵۷         |
| تن، نبراسکا               | villa  | ۱۰         |
| بورول، نبراسکا            | ciudad | ۱۲۱۰       |
| بوشنل، نبراسکا            | villa  | ۱۲۴        |
| بیوت، نبراسکا             | villa  | ۳۲۶        |
| بایرن، نبراسکا            | villa  | ۸۳         |
| کایروو، نبراسکا           | villa  | ۷۸۵        |
| کلاوای، نبراسکا           | villa  | ۵۳۹        |
| کیمبریج، نبراسکا          | ciudad | ۱۰۶۳       |
| کمبل، نبراسکا             | villa  | ۳۴۷        |
| کارلتن، نبراسکا           | villa  | ۹۱         |
| کرل، نبراسکا              | villa  | ۲۲۹        |
| سیدر بلاف، نبراسکا        | villa  | ۶۱۰        |
| سیدر کریک، نبراسکا        | villa  | ۳۹۰        |
| سدار رپید، نبراسکا        | villa  | ۳۸۲        |
| اسنتر، نبراسکا            | villa  | ۹۴         |
| سنترال سیتی، نبراسکا      | ciudad | ۲۹۳۴       |
| سرسکو، نبراسکا            | villa  | ۸۸۹        |
| چادرون، نبراسکا           | ciudad | ۵۸۵۱       |
| چالکو، نبراسکا            | CDP    | ۱۰۹۹۴      |
| چیمبرز، نبراسکا           | villa  | ۲۶۸        |
| چمپیان، نبراسکا           | CDP    | ۱۰۳        |
| چپمن، نبراسکا             | villa  | ۲۸۷        |
| چاپل، نبراسکا             | ciudad | ۹۲۹        |
| چستر، نبراسکا             | villa  | ۲۳۲        |
| کلارک، نبراسکا            | villa  | ۳۶۹        |
| کلارکسون، نبراسکا         | ciudad | ۶۵۸        |
| کلاتونیا، نبراسکا         | villa  | ۲۳۱        |
| کلی اسنتر، نبراسکا        | ciudad | ۷۶۰        |
| کلیروتر، نبراسکا          | villa  | ۴۱۹        |
| کلینتن، نبراسکا           | villa  | ۴۱         |
| کوودی، نبراسکا            | villa  | ۱۵۴        |
| کوولریج، نبراسکا          | villa  | ۴۷۳        |
| کوولن، نبراسکا            | villa  | ۱۱۰        |
| کلامبس، نبراسکا           | ciudad | ۲۲۱۱۱      |
| کامستاک، نبراسکا          | villa  | ۹۳         |
| کانکرد، نبراسکا           | villa  | ۱۶۶        |
| کوک، نبراسکا              | villa  | ۳۲۱        |
| کردوا، نبراسکا            | villa  | ۱۳۷        |
| کورنلا، نبراسکا           | villa  | ۳۶         |
| کرتلند، نبراسکا           | villa  | ۴۸۲        |
| کوتسفیلد، نبراسکا         | villa  | ۴۶         |
| کوولس، نبراسکا            | villa  | ۳۰         |
| کوزاد، نبراسکا            | ciudad | ۳۹۷۷       |
| کرب ارچرد، نبراسکا        | villa  | ۳۸         |
| کریگ، نبراسکا             | villa  | ۱۹۹        |
| کرفرد، نبراسکا            | ciudad | ۹۹۷        |
| کریگهتون، نبراسکا         | ciudad | ۱۱۵۴       |
| کرستون، نبراسکا           | villa  | ۲۰۳        |
| کریت، نبراسکا             | ciudad | ۶۹۶۰       |
| کروفتون، نبراسکا          | ciudad | ۷۲۶        |
| کروکستون، نبراسکا         | villa  | ۶۹         |
| کالبرتسن، نبراسکا         | villa  | ۵۹۵        |
| کرتیس، نبراسکا            | ciudad | ۹۳۹        |
| کوشینگ، نبراسکا           | villa  | ۳۲         |
| دکووتا سیتی، نبراسکا      | ciudad | ۱۹۱۹       |
| دلتن، نبراسکا             | villa  | ۳۱۵        |
| دنبری، نبراسکا            | villa  | ۱۰۱        |
| دانبروگ، نبراسکا          | villa  | ۳۰۳        |
| دونپرت، نبراسکا           | villa  | ۲۹۴        |
| داوی، نبراسکا             | villa  | ۱۵۴        |
| دیوید سیتی، نبراسکا       | ciudad | ۲۹۰۶       |
| دسن، نبراسکا              | villa  | ۱۴۶        |
| دایکین، نبراسکا           | villa  | ۱۶۶        |
| دیکیتر، نبراسکا           | villa  | ۴۸۱        |
| دنتن، نبراسکا             | villa  | ۱۹۰        |
| دشلر، نبراسکا             | ciudad | ۷۴۷        |
| دوس، نبراسکا              | villa  | ۶۷         |
| دا ویت، نبراسکا           | villa  | ۵۱۳        |
| دیلر، نبراسکا             | villa  | ۲۶۰        |
| دیکس، نبراسکا             | villa  | ۲۵۵        |
| دیکسن، نبراسکا            | villa  | ۸۷         |
| داج، نبراسکا              | villa  | ۶۱۲        |
| دونیپهان، نبراسکا         | villa  | ۸۲۹        |
| درچستر، نبراسکا           | villa  | ۵۸۶        |
| داگلس، نبراسکا            | villa  | ۱۷۳        |
| دو بویس، نبراسکا          | villa  | ۱۴۷        |
| دانبار، نبراسکا           | villa  | ۱۸۷        |
| دانکن، نبراسکا            | villa  | ۳۵۱        |
| دان، نبراسکا              | villa  | ۱۰۳        |
| دوایت، نبراسکا            | villa  | ۲۰۴        |
| ایگل، نبراسکا             | villa  | ۱۰۲۴       |
| اددیویل، نبراسکا          | villa  | ۹۷         |
| ادگر، نبراسکا             | ciudad | ۴۹۸        |
| ادسن، نبراسکا             | villa  | ۱۳۳        |
| البا، نبراسکا             | villa  | ۲۱۵        |
| الجین، نبراسکا            | ciudad | ۶۶۱        |
| الک کریک، نبراسکا         | villa  | ۹۸         |
| الم کریک، نبراسکا         | villa  | ۹۰۱        |
| الموود، نبراسکا           | villa  | ۶۳۴        |
| السی، نبراسکا             | villa  | ۱۰۶        |
| الوود، نبراسکا            | villa  | ۷۰۷        |
| ایلیریا، نبراسکا          | villa  | ۵۱         |
| امرسن، نبراسکا            | villa  | ۸۴۰        |
| امیت، نبراسکا             | villa  | ۴۸         |
| اندرز، نبراسکا            | CDP    | ۴۲         |
| اندیکت، نبراسکا           | villa  | ۱۳۲        |
| اریکسن، نبراسکا           | villa  | ۹۲         |
| اوستیس، نبراسکا           | villa  | ۴۰۱        |
| ایوینگ، نبراسکا           | villa  | ۳۸۷        |
| اکسیتر، نبراسکا           | villa  | ۵۹۱        |
| فایربوری، نبراسکا         | ciudad | ۳۹۴۲       |
| فرفیلد، نبراسکا           | ciudad | ۳۸۷        |
| فرمانت، نبراسکا           | villa  | ۵۶۰        |
| فلز سیتی، نبراسکا         | ciudad | ۴۳۲۵       |
| فارنام، نبراسکا           | villa  | ۱۷۱        |
| فارول، نبراسکا            | villa  | ۱۲۲        |
| فیلی، نبراسکا             | villa  | ۱۳۲        |
| فرت، نبراسکا              | villa  | ۵۹۰        |
| فانتنل، نبراسکا           | CDP    | ۵۴         |
| فوردیس، نبراسکا           | villa  | ۱۳۹        |
| فرت کلهون، نبراسکا        | ciudad | ۹۰۸        |
| فستر، نبراسکا             | villa  | ۵۱         |
| فرنکلین، نبراسکا          | ciudad | ۱۰۰۰       |
| فریمانت، نبراسکا          | ciudad | ۲۶۳۹۷      |
| فرند، نبراسکا             | ciudad | ۱۰۲۷       |
| فولرتن، نبراسکا           | ciudad | ۱۳۰۷       |
| فانک، نبراسکا             | villa  | ۱۹۴        |
| گاندی، نبراسکا            | villa  | ۳۲         |
| گارلند، نبراسکا           | villa  | ۲۱۶        |
| گرسن، نبراسکا             | villa  | ۵۴         |
| جنیوا، نبراسکا            | ciudad | ۲۲۱۷       |
| جنووا، نبراسکا            | ciudad | ۱۰۰۳       |
| گرینگ، نبراسکا            | ciudad | ۸۵۰۰       |
| گیبن، نبراسکا             | ciudad | ۱۸۳۳       |
| گیلیاد، نبراسکا           | villa  | ۳۹         |
| گیلتنر، نبراسکا           | villa  | ۳۵۲        |
| گلنویل، نبراسکا           | villa  | ۳۱۰        |
| گلنوود، نبراسکا           | CDP    | ۴۶۶        |
| گوهنر، نبراسکا            | villa  | ۱۵۴        |
| گردن، نبراسکا             | ciudad | ۱۶۱۲       |
| گاتنبرگ، نبراسکا          | ciudad | ۳۵۷۴       |
| گرفتن، نبراسکا            | villa  | ۱۲۶        |
| گرند آیلند، نبراسکا       | ciudad | ۴۸۵۲۰      |
| گرنت، نبراسکا             | ciudad | ۱۱۶۵       |
| گریلی اسنتر، نبراسکا      | villa  | ۴۶۶        |
| گرینوود، نبراسکا          | villa  | ۵۶۸        |
| گرشم، نبراسکا             | villa  | ۲۲۳        |
| گرتنا، نبراسکا            | ciudad | ۴۴۴۱       |
| گرووس، نبراسکا            | villa  | ۲          |
| گاید راک، نبراسکا         | villa  | ۲۲۵        |
| گورلی، نبراسکا            | villa  | ۲۱۴        |
| هدار، نبراسکا             | villa  | ۲۹۳        |
| هایگلر، نبراسکا           | villa  | ۱۵۸        |
| هلم، نبراسکا              | villa  | ۲۱۳        |
| هلزی، نبراسکا             | villa  | ۷۶         |
| هملت، نبراسکا             | villa  | ۵۷         |
| همپتن، نبراسکا            | villa  | ۴۲۳        |
| هاربین، نبراسکا           | villa  | ۴۹         |
| هاردی، نبراسکا            | villa  | ۱۵۹        |
| هریسبورگ، نبراسکا         | CDP    | ۱۰۰        |
| هریسون، نبراسکا           | villa  | ۲۵۱        |
| هارتینگتون، نبراسکا       | ciudad | ۱۵۵۴       |
| هاروارد، نبراسکا          | ciudad | ۱۰۱۳       |
| هیستینگز، نبراسکا         | ciudad | ۲۴۹۰۷      |
| هیز اسنتر، نبراسکا        | villa  | ۲۱۴        |
| هی اسپرینگز، نبراسکا      | villa  | ۵۷۰        |
| هزرد، نبراسکا             | villa  | ۷۰         |
| هارتول، نبراسکا           | villa  | ۷۱         |
| هیبرن، نبراسکا            | ciudad | ۱۵۷۹       |
| همینگفورد، نبراسکا        | villa  | ۸۰۳        |
| هندرسن، نبراسکا           | ciudad | ۹۹۱        |
| هندلی، نبراسکا            | villa  | ۲۴         |
| هنری، نبراسکا             | villa  | ۱۰۶        |
| هرمن، نبراسکا             | villa  | ۲۶۸        |
| هرشی، نبراسکا             | villa  | ۶۶۵        |
| هیکمان، نبراسکا           | ciudad | ۱۶۵۷       |
| هیلدرته، نبراسکا          | villa  | ۳۷۸        |
| هوولبروک، نبراسکا         | villa  | ۲۰۷        |
| هولدرگ، نبراسکا           | ciudad | ۵۴۹۵       |
| هولمسویل، نبراسکا         | CDP    | ۵۱         |
| هوولستاین، نبراسکا        | villa  | ۲۱۴        |
| هوومر، نبراسکا            | villa  | ۵۴۹        |
| هوپر، نبراسکا             | ciudad | ۸۳۰        |
| هوردویل، نبراسکا          | villa  | ۱۴۴        |
| هوسکینس، نبراسکا          | villa  | ۲۸۵        |
| هاورد سیتی، نبراسکا       | villa  | ۱۸۹        |
| هاولز، نبراسکا            | villa  | ۵۶۱        |
| هابرد، نبراسکا            | villa  | ۲۳۶        |
| هابل، نبراسکا             | villa  | ۶۸         |
| هامبوولت، نبراسکا         | ciudad | ۸۷۷        |
| هامفری، نبراسکا           | ciudad | ۷۶۰        |
| هونتلی، نبراسکا           | villa  | ۴۴         |
| هیانیس، نبراسکا           | villa  | ۱۸۲        |
| ایمپیریال، نبراسکا        | ciudad | ۲۰۷۱       |
| ایناوال، نبراسکا          | CDP    | ۱۱۷        |
| ایندیانوولا، نبراسکا      | ciudad | ۵۸۴        |
| اینگلوود، نبراسکا         | villa  | ۳۲۵        |
| اینلند، نبراسکا           | CDP    | ۶۲         |
| اینمان، نبراسکا           | villa  | ۱۲۹        |
| ایتکا، نبراسکا            | villa  | ۱۴۸        |
| جکسن، نبراسکا             | villa  | ۲۲۳        |
| جنسن، نبراسکا             | villa  | ۱۱۸        |
| جانسن، نبراسکا            | villa  | ۳۲۸        |
| جانزتاون، نبراسکا         | villa  | ۶۴         |
| جولین، نبراسکا            | villa  | ۵۹         |
| جونیاتا، نبراسکا          | villa  | ۷۵۵        |
| کارنی، نبراسکا            | ciudad | ۳۰۷۸۷      |
| کنساو، نبراسکا            | villa  | ۸۸۰        |
| کنارد، نبراسکا            | villa  | ۳۶۱        |
| کیستوون، نبراسکا          | CDP    | ۵۹         |
| کیلگر، نبراسکا            | villa  | ۷۷         |
| کیمبل، نبراسکا            | ciudad | ۲۴۹۶       |
| کینگ لیک، نبراسکا         | CDP    | ۲۸۰        |
| لیکویو، نبراسکا           | CDP    | ۳۱۷        |
| لمار، نبراسکا             | villa  | ۲۳         |
| لا پلت، نبراسکا           | CDP    | ۱۱۴        |
| لرل، نبراسکا              | ciudad | ۹۶۴        |
| لا ویستا، نبراسکا         | ciudad | ۱۵۷۵۸      |
| لرنس، نبراسکا             | villa  | ۳۰۴        |
| لبنن، نبراسکا             | villa  | ۸۰         |
| لی، نبراسکا               | villa  | ۴۰۵        |
| لموین، نبراسکا            | CDP    | ۸۲         |
| لشارا، نبراسکا            | villa  | ۱۱۲        |
| لولن، نبراسکا             | villa  | ۲۲۴        |
| لوستن، نبراسکا            | villa  | ۶۸         |
| لکسینگتن، نبراسکا         | ciudad | ۱۰۲۳۰      |
| لیبرتی، نبراسکا           | villa  | ۷۶         |
| لینکلن، نبراسکا           | ciudad | ۲۵۸۳۷۹     |
| لیندزی، نبراسکا           | villa  | ۲۵۵        |
| لیندی، نبراسکا            | CDP    | ۱۳         |
| لینوود، نبراسکا           | villa  | ۸۸         |
| لیسکو، نبراسکا            | CDP    | ۶۴         |
| لیتچفیلد، نبراسکا         | villa  | ۲۶۲        |
| لودگپول، نبراسکا          | villa  | ۳۱۸        |
| لنگ پاین، نبراسکا         | ciudad | ۳۰۵        |
| لومیس، نبراسکا            | villa  | ۳۸۲        |
| لورنزو، نبراسکا           | CDP    | ۵۸         |
| لورتو، نبراسکا            | CDP    | ۴۲         |
| لورتون، نبراسکا           | villa  | ۴۱         |
| لویویل، نبراسکا           | ciudad | ۱۱۰۶       |
| لو سیتی، نبراسکا          | ciudad | ۱۰۲۹       |
| لوشتون، نبراسکا           | villa  | ۳۰         |
| لایمن، نبراسکا            | villa  | ۳۴۱        |
| لینچ، نبراسکا             | villa  | ۲۴۵        |
| لاینز، نبراسکا            | ciudad | ۸۵۱        |
| مک‌کوک، نبراسکا            | ciudad | ۷۶۹۸       |
| مک‌کول جانکشن، نبراسکا     | villa  | ۴۰۹        |
| مک‌گرو، نبراسکا            | villa  | ۱۰۵        |
| مک‌لان، نبراسکا            | villa  | ۳۶         |
| میسی، نبراسکا             | CDP    | ۱۰۲۳       |
| مدیسون، نبراسکا           | ciudad | ۲۴۳۸       |
| مادرید، نبراسکا           | villa  | ۲۳۱        |
| مگنیت، نبراسکا            | villa  | ۵۷         |
| مالکوم، نبراسکا           | villa  | ۳۸۲        |
| ملمو، نبراسکا             | villa  | ۱۲۰        |
| مانلی، نبراسکا            | villa  | ۱۷۸        |
| مارکت، نبراسکا            | villa  | ۲۲۹        |
| مارتین، نبراسکا           | CDP    | ۹۲         |
| مارتنزبورگ، نبراسکا       | villa  | ۹۴         |
| ماسکل، نبراسکا            | villa  | ۷۶         |
| میسن سیتی، نبراسکا        | villa  | ۱۷۱        |
| مکس، نبراسکا              | CDP    | ۵۷         |
| مکسول، نبراسکا            | villa  | ۳۱۲        |
| میوود، نبراسکا            | villa  | ۲۶۱        |
| مید، نبراسکا              | villa  | ۵۶۹        |
| مدوو گروو، نبراسکا        | villa  | ۳۰۱        |
| ملبتا، نبراسکا            | villa  | ۱۱۲        |
| ممفیس، نبراسکا            | villa  | ۱۱۴        |
| مرنا، نبراسکا             | villa  | ۳۶۳        |
| مریمان، نبراسکا           | villa  | ۱۲۸        |
| میلفرد، نبراسکا           | ciudad | ۲۰۹۰       |
| میلر، نبراسکا             | villa  | ۱۳۶        |
| میلیگان، نبراسکا          | villa  | ۲۸۵        |
| میناتار، نبراسکا          | ciudad | ۸۱۶        |
| میندن، نبراسکا            | ciudad | ۲۹۲۳       |
| میچل، نبراسکا             | ciudad | ۱۷۰۲       |
| مونووی، نبراسکا           | villa  | ۱          |
| منروو، نبراسکا            | villa  | ۲۸۴        |
| مورفیلد، نبراسکا          | villa  | ۳۲         |
| موریل، نبراسکا            | villa  | ۹۲۱        |
| مرس بلاف، نبراسکا         | villa  | ۱۳۵        |
| مالن، نبراسکا             | villa  | ۵۰۹        |
| موردوک، نبراسکا           | villa  | ۲۳۶        |
| مری، نبراسکا              | villa  | ۴۶۳        |
| ناپر، نبراسکا             | villa  | ۸۴         |
| ناپون، نبراسکا            | villa  | ۱۰۶        |
| نبراسکا سیتی، نبراسکا     | ciudad | ۷۲۸۹       |
| نهاوکا، نبراسکا           | villa  | ۲۰۴        |
| نلیگ، نبراسکا             | ciudad | ۱۵۹۹       |
| نلسن، نبراسکا             | ciudad | ۴۸۸        |
| نماها، نبراسکا            | villa  | ۱۴۹        |
| ننزل، نبراسکا             | villa  | ۲۰         |
| نیوکاسل، نبراسکا          | villa  | ۳۲۵        |
| نیومن گروو، نبراسکا       | ciudad | ۷۲۱        |
| نیوپرت، نبراسکا           | villa  | ۹۷         |
| نیکرسون، نبراسکا          | villa  | ۳۶۹        |
| نایبریرا، نبراسکا         | villa  | ۳۷۰        |
| نورا، نبراسکا             | villa  | ۲۱         |
| نورفوک، نبراسکا           | ciudad | ۲۴۲۱۰      |
| نورمن، نبراسکا            | villa  | ۴۳         |
| بند شمالی، نبراسکا        | ciudad | ۱۱۷۷       |
| لو شمالی، نبراسکا         | villa  | ۲۹۷        |
| پلت شمالی، نبراسکا        | ciudad | ۲۴۷۳۳      |
| اووک، نبراسکا             | villa  | ۶۶         |
| اووکدیل، نبراسکا          | villa  | ۳۲۲        |
| اووکلند، نبراسکا          | ciudad | ۱۲۴۴       |
| اوبرت، نبراسکا            | villa  | ۲۳         |
| اوکونتو، نبراسکا          | villa  | ۱۵۱        |
| آکتیویا، نبراسکا          | villa  | ۱۲۷        |
| اودل، نبراسکا             | villa  | ۳۰۷        |
| اوودسا، نبراسکا           | CDP    | ۱۳۰        |
| پایگاه نیروی هوایی اوففوت | CDP    | ۴۶۴۴       |
| اوگالالا، نبراسکا         | ciudad | ۴۷۳۷       |
| اوهیووا، نبراسکا          | villa  | ۱۱۵        |
| اوماها                    | ciudad | ۴۰۸۹۵۸     |
| اونیل، نبراسکا            | ciudad | ۳۷۰۵       |
| اونگ، نبراسکا             | villa  | ۶۳         |
| اورچرد، نبراسکا           | villa  | ۳۷۹        |
| اورد، نبراسکا             | ciudad | ۲۱۱۲       |
| اورلئانز، نبراسکا         | villa  | ۳۸۶        |
| آسیوولا، نبراسکا          | ciudad | ۸۸۰        |
| آشکاش، نبراسکا            | ciudad | ۸۸۴        |
| وسموند، نبراسکا           | ciudad | ۷۸۳        |
| اووتوو، نبراسکا           | villa  | ۱۷۱        |
| اوورلند، نبراسکا          | CDP    | ۱۵۳        |
| اورتون، نبراسکا           | villa  | ۵۹۴        |
| آکسفورد، نبراسکا          | villa  | ۷۷۹        |
| پیج، نبراسکا              | villa  | ۱۶۶        |
| پلسید، نبراسکا            | villa  | ۳۵۱        |
| پامر، نبراسکا             | villa  | ۴۷۲        |
| پلمایرا، نبراسکا          | villa  | ۵۴۵        |
| پنما، نبراسکا             | villa  | ۲۵۶        |
| پاپیلیون، نبراسکا         | ciudad | ۱۸۸۹۴      |
| پارکس، نبراسکا            | CDP    | ۲۳         |
| پنی سیتی، نبراسکا         | ciudad | ۸۷۸        |
| پکستن، نبراسکا            | villa  | ۵۲۳        |
| پندر، نبراسکا             | villa  | ۱۰۰۲       |
| پرو، نبراسکا              | ciudad | ۸۶۵        |
| پیترزبرگ، نبراسکا         | villa  | ۳۳۳        |
| فیلیپس، نبراسکا           | villa  | ۲۸۷        |
| پیکرل، نبراسکا            | villa  | ۱۹۹        |
| پیرس، نبراسکا             | ciudad | ۱۷۶۷       |
| پیلگر، نبراسکا            | villa  | ۳۵۲        |
| پلینویو، نبراسکا          | ciudad | ۱۲۴۶       |
| پلت اسنتر، نبراسکا        | villa  | ۳۳۶        |
| پلاتسمووته، نبراسکا       | ciudad | ۶۵۰۲       |
| پلزنت دیل، نبراسکا        | villa  | ۲۰۵        |
| پلزنتن، نبراسکا           | villa  | ۳۴۱        |
| پلیمت، نبراسکا            | villa  | ۴۰۹        |
| پووک، نبراسکا             | villa  | ۳۲۲        |
| پانکا، نبراسکا            | ciudad | ۹۶۱        |
| پول، نبراسکا              | CDP    | ۱۹         |
| پاتر، نبراسکا             | villa  | ۳۳۷        |
| پراگ، نبراسکا             | villa  | ۳۰۳        |
| پرستن، نبراسکا            | villa  | ۲۸         |
| پریمرووز، نبراسکا         | villa  | ۶۱         |
| پراسر، نبراسکا            | villa  | ۶۶         |
| راویل، نبراسکا            | CDP    | ۲۲         |
| راگان، نبراسکا            | villa  | ۳۸         |
| رالستون، نبراسکا          | ciudad | ۵۹۴۳       |
| رندالف، نبراسکا           | ciudad | ۹۴۴        |
| رونا، نبراسکا             | ciudad | ۱۳۶۰       |
| ریمند، نبراسکا            | villa  | ۱۶۷        |
| رد کلاود، نبراسکا         | ciudad | ۱۰۲۰       |
| ریپابلیکن سیتی، نبراسکا   | villa  | ۱۵۰        |
| رنلدز، نبراسکا            | villa  | ۶۹         |
| ریچفیلد، نبراسکا          | CDP    | ۴۳         |
| ریچلند، نبراسکا           | villa  | ۷۳         |
| رایزینگ سیتی، نبراسکا     | villa  | ۳۷۴        |
| ریوردیل، نبراسکا          | villa  | ۱۸۲        |
| ریورتون، نبراسکا          | villa  | ۸۹         |
| رووکا، نبراسکا            | villa  | ۲۲۰        |
| راکویل، نبراسکا           | villa  | ۱۰۶        |
| راجرز، نبراسکا            | villa  | ۹۵         |
| رووزلی، نبراسکا           | villa  | ۱۶۰        |
| راسکوو، نبراسکا           | CDP    | ۶۳         |
| روسلاند، نبراسکا          | villa  | ۲۳۵        |
| رویل، نبراسکا             | villa  | ۶۳         |
| رولو، نبراسکا             | villa  | ۱۷۲        |
| روشویل، نبراسکا           | ciudad | ۸۹۰        |
| راسکین، نبراسکا           | villa  | ۱۲۳        |
| است. ادورد، نبراسکا       | ciudad | ۷۰۵        |
| هلینا، نبراسکا            | villa  | ۹۶         |
| است. لیبوری، نبراسکا      | CDP    | ۲۶۴        |
| مینسووتا، نبراسکا         | ciudad | ۲۲۹۰       |
| سیلم، نبراسکا             | villa  | ۱۱۲        |
| اسنتی، نبراسکا            | villa  | ۳۴۶        |
| ساربن، نبراسکا            | CDP    | ۳۱         |
| اسارجنت، نبراسکا          | ciudad | ۵۲۵        |
| سرونویل، نبراسکا          | villa  | ۴۷         |
| اسکایلر، نبراسکا          | ciudad | ۶۲۱۱       |
| اسکووشا، نبراسکا          | villa  | ۳۱۸        |
| اسکاتسبلاف، نبراسکا       | ciudad | ۱۵۰۳۹      |
| اسکریبنر، نبراسکا         | ciudad | ۸۵۷        |
| اسنیکا، نبراسکا           | villa  | ۳۳         |
| سورد، نبراسکا             | ciudad | ۶۹۶۴       |
| شلبی، نبراسکا             | villa  | ۷۱۴        |
| شلتن، نبراسکا             | villa  | ۱۰۵۹       |
| شیکلی، نبراسکا            | villa  | ۳۴۱        |
| شوولز، نبراسکا            | villa  | ۲۱         |
| شوبرت، نبراسکا            | villa  | ۱۵۰        |
| سیدنی، نبراسکا            | ciudad | ۶۷۵۷       |
| سیلور کریک، نبراسکا       | villa  | ۳۶۲        |
| اسمیتفیلد، نبراسکا        | villa  | ۵۴         |
| اسنایدر، نبراسکا          | villa  | ۳۰۰        |
| ساوت بند، نبراسکا         | villa  | ۹۹         |
| سو سیتی، نبراسکا          | ciudad | ۱۳۳۵۳      |
| اسپلدینگ، نبراسکا         | villa  | ۴۸۷        |
| اسپنسر، نبراسکا           | villa  | ۴۵۵        |
| اسپریگ، نبراسکا           | villa  | ۱۴۲        |
| اسپرینگفیلد، نبراسکا      | ciudad | ۱۵۲۹       |
| اسپرینگویو، نبراسکا       | villa  | ۲۴۲        |
| استمفرد، نبراسکا          | villa  | ۱۸۳        |
| استنتن، نبراسکا           | ciudad | ۱۵۷۷       |
| استاپلهورست، نبراسکا      | villa  | ۲۴۲        |
| استاپلتون، نبراسکا        | villa  | ۳۰۵        |
| استیل سیتی، نبراسکا       | villa  | ۶۱         |
| استیناور، نبراسکا         | villa  | ۷۵         |
| استلا، نبراسکا            | villa  | ۱۵۲        |
| استرلینگ، نبراسکا         | villa  | ۴۷۶        |
| استوکهام، نبراسکا         | villa  | ۴۴         |
| استوکویل، نبراسکا         | villa  | ۲۵         |
| استرانگ، نبراسکا          | villa  | ۲۹         |
| استرتن، نبراسکا           | villa  | ۳۴۳        |
| استرومسبورگ، نبراسکا      | ciudad | ۱۱۷۱       |
| استورت، نبراسکا           | villa  | ۵۹۰        |
| سامنر، نبراسکا            | villa  | ۲۳۶        |
| سونول، نبراسکا            | CDP    | ۷۳         |
| سپیریار، نبراسکا          | ciudad | ۱۹۵۷       |
| سرپرایز، نبراسکا          | villa  | ۴۳         |
| سادرلند، نبراسکا          | villa  | ۱۲۸۶       |
| ساتن، نبراسکا             | ciudad | ۱۵۰۲       |
| اسوانتون، نبراسکا         | villa  | ۹۴         |
| سیرکیوس، نبراسکا          | ciudad | ۱۹۴۲       |
| تیبل راک، نبراسکا         | villa  | ۲۶۹        |
| تالماگ، نبراسکا           | villa  | ۲۳۳        |
| تامورا، نبراسکا           | CDP    | ۵۸         |
| تارنوو، نبراسکا           | villa  | ۴۶         |
| تیلر، نبراسکا             | villa  | ۱۹۰        |
| تیکامسا، نبراسکا          | ciudad | ۱۶۷۷       |
| تکاماه، نبراسکا           | ciudad | ۱۷۳۶       |
| تریتوون، نبراسکا          | ciudad | ۱۱۹۸       |
| تیر، نبراسکا              | villa  | ۶۲         |
| تدفورد، نبراسکا           | villa  | ۱۸۸        |
| ترستن، نبراسکا            | villa  | ۱۳۲        |
| تیلدن، نبراسکا            | ciudad | ۹۵۳        |
| تبایس، نبراسکا            | villa  | ۱۰۶        |
| ترنتن، نبراسکا            | villa  | ۵۶۰        |
| ترامبل، نبراسکا           | villa  | ۲۰۵        |
| تریون، نبراسکا            | CDP    | ۱۵۷        |
| وهلینگ، نبراسکا           | villa  | ۲۳۰        |
| ایولیسیز، نبراسکا         | villa  | ۱۷۱        |
| ونادیلا، نبراسکا          | villa  | ۳۱۱        |
| یونیون، نبراسکا           | villa  | ۲۳۳        |
| آپلند، نبراسکا            | villa  | ۱۴۳        |
| ایوتیکا، نبراسکا          | villa  | ۸۶۱        |
| ولنتاین، نبراسکا          | ciudad | ۲۷۳۷       |
| ولی، نبراسکا              | ciudad | ۱۸۷۵       |
| ولپرایزوو، نبراسکا        | villa  | ۵۷۰        |
| ونانگو، نبراسکا           | villa  | ۱۶۴        |
| ونیس، نبراسکا             | CDP    | ۷۵         |
| وردل، نبراسکا             | villa  | ۳۰         |
| وردیگر، نبراسکا           | villa  | ۵۷۵        |
| وردون، نبراسکا            | villa  | ۱۷۲        |
| ورجینیا، نبراسکا          | villa  | ۶۰         |
| ویکوو، نبراسکا            | villa  | ۲۳۶        |
| واهو، نبراسکا             | ciudad | ۴۵۰۸       |
| ویکفیلد، نبراسکا          | ciudad | ۱۴۵۱       |
| والیس، نبراسکا            | villa  | ۳۶۶        |
| والتهیل، نبراسکا          | villa  | ۷۸۰        |
| لینکلن (نبراسکا)          | CDP    | ۳۰۶        |
| وان، نبراسکا              | CDP    | ۸۶         |
| واشینگتن، نبراسکا         | villa  | ۱۵۰        |
| واتربوری، نبراسکا         | villa  | ۷۳         |
| واترلو، نبراسکا           | villa  | ۸۴۸        |
| وائونتا، نبراسکا          | villa  | ۵۷۷        |
| وائوسا، نبراسکا           | villa  | ۶۳۴        |
| واورلی، نبراسکا           | ciudad | ۳۲۷۷       |
| وین، نبراسکا              | ciudad | ۵۶۶۰       |
| ویپینگ وتر، نبراسکا       | ciudad | ۱۰۵۰       |
| ولفلت، نبراسکا            | villa  | ۷۸         |
| وسترن، نبراسکا            | villa  | ۲۳۵        |
| وسترویل، نبراسکا          | CDP    | ۳۹         |
| وستن، نبراسکا             | villa  | ۳۲۴        |
| وست پوینت، نبراسکا        | ciudad | ۳۳۶۴       |
| وایت کلی، نبراسکا         | CDP    | ۱۰         |
| ویتنی، نبراسکا            | villa  | ۷۷         |
| ویلبر، نبراسکا            | ciudad | ۱۸۵۵       |
| ویلکاکس، نبراسکا          | villa  | ۳۵۸        |
| ویلوو آیلند، نبراسکا      | CDP    | ۲۶         |
| ویلسونویل، نبراسکا        | villa  | ۹۳         |
| وینبیگوو، نبراسکا         | villa  | ۷۷۴        |
| وینتون، نبراسکا           | villa  | ۶۸         |
| وینسید، نبراسکا           | villa  | ۴۲۷        |
| وینزلوو، نبراسکا          | villa  | ۱۰۳        |
| ویسنر، نبراسکا            | ciudad | ۱۱۷۰       |
| وولباچ، نبراسکا           | villa  | ۲۸۳        |
| وود لیک، نبراسکا          | villa  | ۶۳         |
| وودلند هیلز، نبراسکا      | CDP    | ۲۱۵        |
| وودلند پارک، نبراسکا      | CDP    | ۱۸۶۶       |
| وود ریور، نبراسکا         | ciudad | ۱۳۲۵       |
| ویمور، نبراسکا            | ciudad | ۱۴۵۷       |
| وینوت، نبراسکا            | villa  | ۱۶۶        |
| یانکی هیل، نبراسکا        | CDP    | ۲۹۲        |
| یورک، نبراسکا             | ciudad | ۷۷۶۶       |
| یوتان، نبراسکا            | ciudad | ۱۱۷۴       |